# Александрович Роман Олексійович
Рома́н Олексі́йович Александро́вич (нар. ? — пом. ?) — російський співак XVIII століття українського походження.

## Життєпис
Рік народження невідомий.
За походженням — українець.
Із 1754 по 1758 рік співав при дворі генерала Степана Апраксіна в Петербурзі, а після смерті останнього — у його вдови.
У 1761 році — став півчим російської посольської церкви в Іспанії. 
Рік і обставини смерті невідомі.